# Aleksander Pełczyński
Aleksander „Olek“ Pełczyński (* 2. Juli 1932 in Tarnopol, Polen; † 20. Dezember 2012 in Breslau) war ein polnischer Mathematiker.

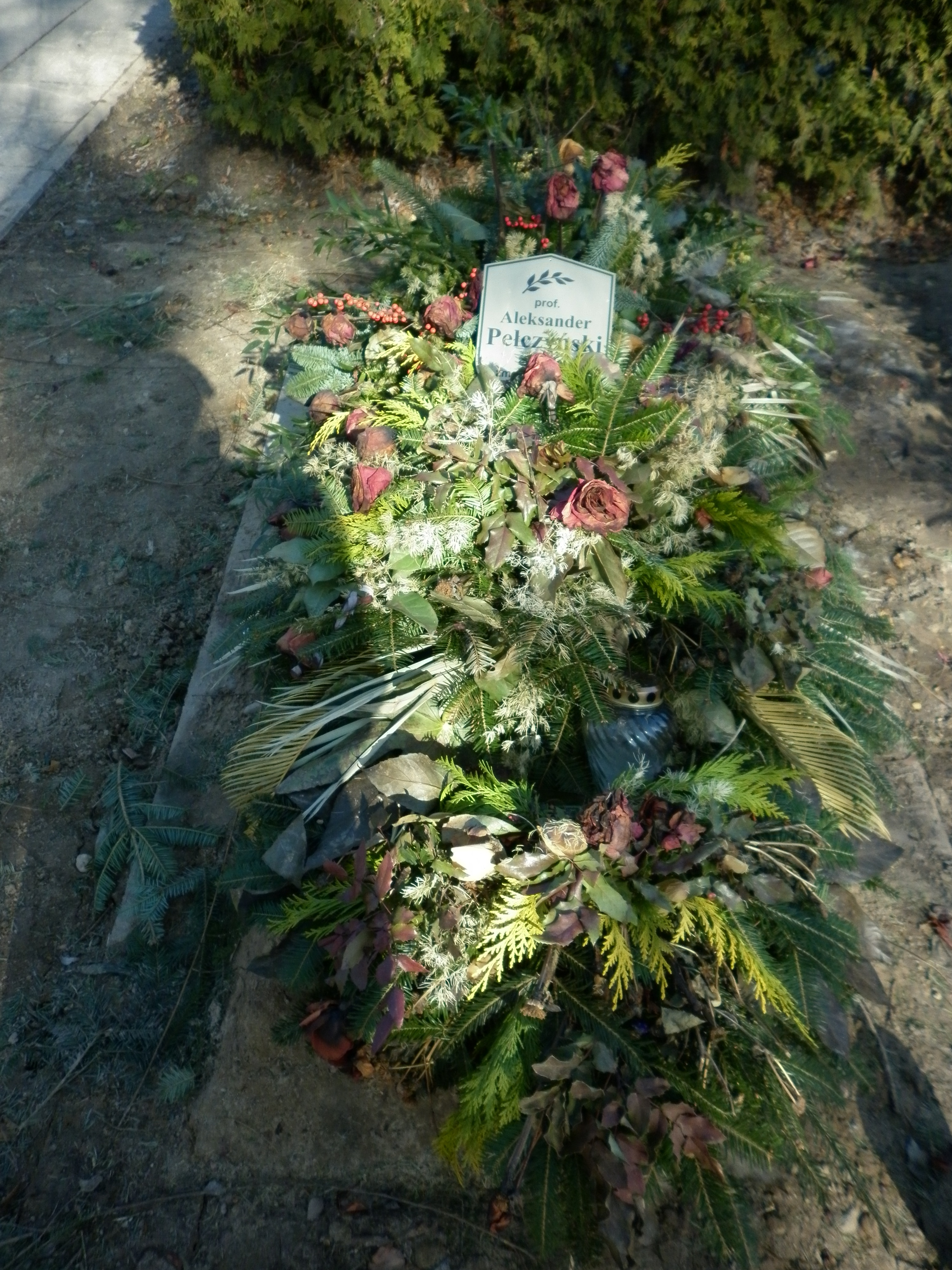
Pełczyńskis Grab in Warschau

Pełczyński studierte von 1950 bis 1956 an der Universität Warschau Mathematik und wurde dort 1958 mit seiner Dissertation Własności izomorficzne przestrzeni Banacha związane ze słabą zbieżnością bezwarunkową szeregów (deutsch: Isomorphieeigenschaften von Banachräumen bezüglich schwacher unbedingter Konvergenz von Reihen) bei Stanisław Mazur promoviert. Von 1967 bis zu seiner Emeritierung 2002 arbeitete er an der polnischen Akademie der Wissenschaften. Seit 1967 war er Mitherausgeber der mathematischen Zeitschrift Studia Mathematica.
Pełczyńskis Hauptarbeitsgebiet war die Funktionalanalysis, insbesondere die Banachraumtheorie. 1961 erhielt er den Stefan-Banach-Preis und wurde 1996 mit der Stefan-Banach-Medaille der polnischen Akademie der Wissenschaften ausgezeichnet. Seit 2005 war er Ehrendoktor der Adam-Mickiewicz-Universität Posen. Das Auswahlprinzip von Bessaga-Pelczynski und die Zerlegungsmethode von Pelczynski sind mit seinem Namen verbunden.
1983 hielt er einen Plenarvortrag auf dem ICM (Structural Theory of Banach Spaces and Its Interplay with Analysis and Probability). Seit 1986 war er auswärtiges Mitglied der Akademie der Wissenschaften der DDR. Zu seinen Doktoranden zählten Nicole Tomczak-Jaegermann und Stanisław Szarek. Er starb im Dezember 2012 und wurde in Warschau beigesetzt.